# Enone
Segons la mitologia grega, Enone (en grec antic: Οἰνώνη) va ser una nimfa orèada que es va convertir en la primera esposa del príncep Paris de Troia, abans que aquest s'enamorés de la bella Helena d'Esparta.

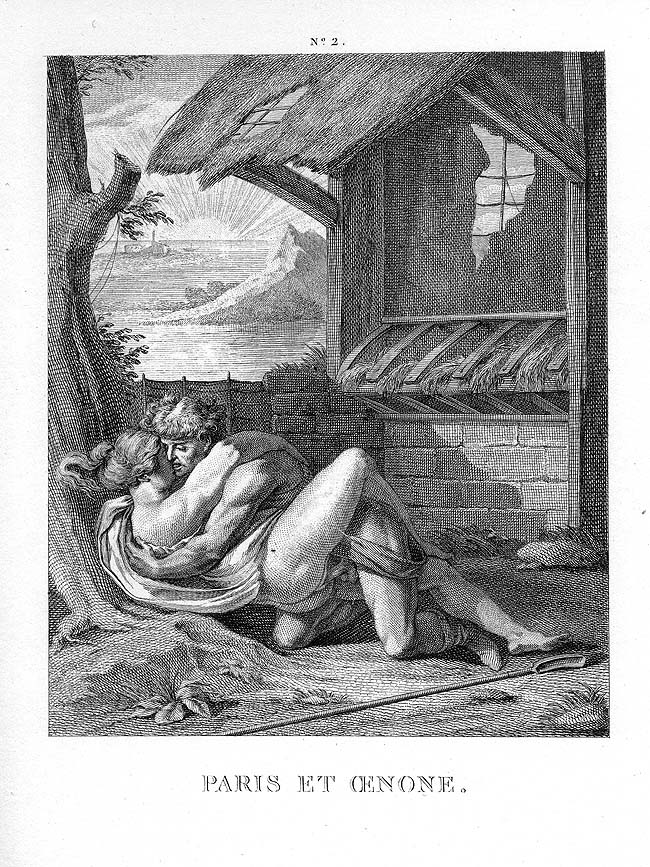
Paris i Enone, d'Agostino Carracci.

Enone era filla del déu fluvial Cebrè. Rea la va educar en les arts de la profecia i Apol·lo en el coneixement de les herbes medicinals. Formava part dl seguici d'Àrtemis, i vivia al santuari de la deessa Cíbele al Mont Ida de Frígia on va conèixer un jove pastor anomenat Paris. Després d'un temps, Enone va donar llum a un nen, Còrit.
Però quan Paris va pronunciar el seu cèlebre judici sobre les deesses que es disputaven davant d'ell el premi a la bellesa, va voler abandonar Enone perquè Afrodita li havia inculcat un amor irresistible cap a Helena. Enone, que coneixia el futur, el va voler dissuadir anunciant-li la desgràcia que la seua acció portaria al lloc on anés, fent referència a la Guerra de Troia, i no se'n va sortir. Llavors li va dir que si el ferien, tornés al seu costat, perquè ella sabria com tornar-li la salut.
Paris va deixar Enone pel desig que sentia per Helena i va marxar cap a Troia. Allà va saber que era fill de Príam i Hècuba, reis de Troia. Poc després Paris va anar com a ambaixador a Esparta, on raptaria la bella reina Helena, fet que va desencadenar la mítica guerra narrada en part a la Ilíada d'Homer.
Algunes versions gregues afirmen que Enone va enviar el seu fill Còrit a lluitar en el bàndol grec i contra el seu propi pare. També hi ha narracions que expliquen que Enone l'havia enviat a Troia, on va enamorar-se de la bella Helena i va intentar seduir-la. Paris en veure-ho, i no reconeixent el seu propi fill, el va assassinar per gelosia.
El poeta Quint d'Esmirna a la seva obra Post-homèriques relata com en el novè any de la guerra el príncep Paris de Troia va ser ferit per una fletxa emmetzinada que li llençà Filoctetes. Paris, desesperat en veure que no tenia cura, va anar a visitar Enone (o li va enviar missatgers) tot pregant-li que li salvés la vida amb alguna planta medicinal, però aquesta, enutjada per haver estat abandonada, va negar-li l'ajuda. Al cap de pocs dies, li arribava la notícia de la mort del príncep troià, i amb molts remordiments, es va suïcidar llançant-se a la seua pira funerària o penjant-se.